# Skarżyski
Skarżyski là một huyện thuộc tỉnh Świętokrzyskie của Ba Lan. Huyện có diện tích 395 km². Đến ngày 1 tháng 1 năm 2011, dân số của huyện là 77876 người và mật độ 197 người/km².